# Leo Kadanoff
Leo Philip Kadanoff (Nova Iorque, 14 de janeiro de 1937 – Chicago, 26 de outubro de 2015) foi um professor de física teórica da Universidade de Chicago e atual presidente American Physical Society. Leo Kadanoff possui importantes contribuições à física estatística, teoria do caos e física da matéria condensada.
Kadanoff cresceu na cidade de Nova Iorque e se graduou e concluiu o doutorado em física pela Universidade Harvard.

## Biografia
Após concluir seu Ph.D. no Instituto Niels Bohr em Copenhaga lecionou na Universidade de Illinois em Urbana-Champaign em 1965.
As primeiras pesquisas de Kadanoff se focavam na supercondutividade e na década de 1960 estudou a organização da matéria na transição de fases. Nesta época ele demonstrou que mudanças súbitas nas propriedades da matéria (como, por exemplo, a magnetização de um íman) podem ser entendidas em termos escaláveis e universais. Com seus colaboradores, ele demonstrou como todo dado experimental até então disponível, chamados de segunda ordem de transição, poderiam ser entendido por estas duas ideias.
Estas mesmas ideias foram estendidas para atender a uma série de problemas da física moderna e foram encontradas diversas e importantes aplicações na hidrodinâmica, biologia, matemática aplicada, ciências da computação e geofísica. Em reconhecimento a estes feitos, Kadanoff foi agraciado com o Prêmio Oliver E. Buckley de Matéria Condensada de 1977 da American Physical Society, o Prêmio Wolf de Física de 1980, a medalha Boltzmann de 1989 da União Internacional de Física Pura e Aplicada e em 2006 com a Medalha Lorentz.
Em 1969 lecionou na Universidade Brown e em 1978 se mudou para a Universidade de Chicago onde foi professor de física e matemática.
Leo Kadanoff foi um dos agraciados com a Medalha Nacional de Ciências em 1999, oferecida pelo então presidente dos Estados Unidos Bill Clinton. Ele é um membro da Academia Nacional de Ciências dos Estados Unidos, da Academia de Artes e Ciências dos Estados Unidos e da Sociedade Filosófica dos Estados Unidos.
Morreu devido a uma doença em 26 de outubro de 2015.

## Livros publicados
- Leo Kadanoff, Gordon Baym, David Pines (1994). Quantum Statistical Mechanics. [S.l.]: Perseus Books. 224 páginas. ISBN 020141046X